# DN79B főút (Románia)

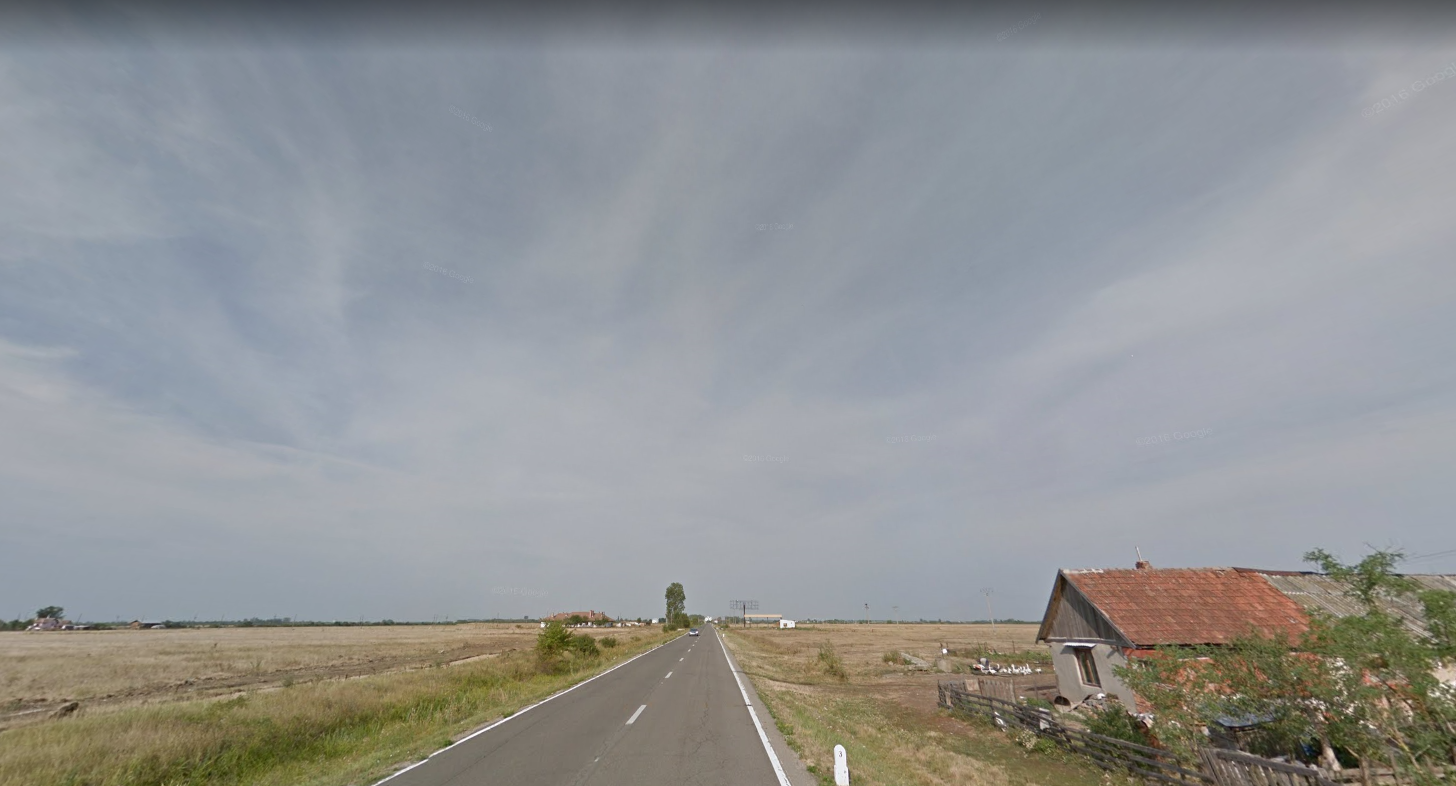
A főút nem messze a nagyszalontai határátkelőhelytől

A DN79B egy főút Romániában, Nagyszalontánál ágazik ki a DN79-es főútból és magyar-román határnál végződik Méhkeréknél. Magyarországi folytatása a 4252-es számú mellékút Sarkad irányába.

## Jellemzése
A főút 13,956 km hosszú, Nagyszalontánál ágazik el a DN79-es főútból, majd délnyugati irányba tart párhuzamosan a Békéscsaba–Nagyvárad-vasútvonallal, azt keresztezve nagyjából félúton a határ felé. A jelzőlámpa nélküli vasúti átkelőhelynél évente 2-3 baleset történik. Egészen a határállomásig nem érint települést, a magyar oldalon pedig negyedrendű közútban végződik.
A nemzeti közúti infrastruktúrát kezelő cég (CNAIR) kolozsvári igazgatósága kezeli.